# Petrel (forskningsstation)
Petrel-stationen (Spanska: Base Petrel) är en argentinsk forskningsstation på Dundee Island i ögruppen Joinville-öarna i Antarktis. Den upprättades  1952, och blev på efter skapandet av ett flygfält 1966-1967 en bas för det argentinska flygvapnet. Sedan 1976 är den endast en sommarbas, men år 2015 påbörjades arbetet för att åter göra den till en permanent station. Tanken är att Petrel ska bli en logistisk knutpunkt för såväl det argentinska antarktiska programmet som för andra nationers verksamhet i området. Man avser också att locka kryssningsfartyg till området. Såväl hamnen som flygfältet håller på att rustas upp.